# Hasarius insignis
Hasarius insignis är en spindelart som beskrevs av Simon 1885 [1886. Hasarius insignis ingår i släktet Hasarius och familjen hoppspindlar. Inga underarter finns listade i Catalogue of Life.